# Cobalt(II) tungstat
Cobalt(II) tungstat là một hợp chất vô cơ, một loại muối của cobalt và acid tungstic có công thức hóa học CoWO4, với dạng khan là tinh thể màu lục đậm, không tan trong nước.
Nó được sử dụng như một chất xúc tác và để tạo màu cho thủy tinh và men gốm, và cũng được sử dụng như một chất màu.

## Điều chế
Nó có thể thu được bằng sự tương tác của bất kỳ muối hòa tan nào của axit tungstic với muối hòa tan của cobalt(II), ví dụ, natri tungstat và cobalt(II) sulfat:
{\displaystyle \mathrm {Na_{2}WO_{4}+CoSO_{4}\longrightarrow CoWO_{4}\downarrow +Na_{2}SO_{4}} }

## Tính chất vật lý
Cobalt(II) tungstat tạo thành tinh thể hệ đơn nghiêng màu lục đậm, nhóm không gian P 2/a, các hằng số a = 0,493 nm, b = 0,568 nm, c = 0,466 nm, β = 90°, Z = 2.
Cobalt(II) tungstat có thể tạo dạng dihydrat CoWO4·2H2O – chất rắn tím, không tan trong nước.